# Joubiéval
Joubiéval est un village de la commune belge de Vielsalm située en Région wallonne dans la province de Luxembourg.
Il faisait partie, avant la fusion des communes de 1977, de celle de Lierneux et se situait jusqu'alors dans la province de Liège.